# Willem Schoemaker (1909-1983)
Willem Schoemaker M.S.C. (Deventer, 11 januari 1909 – 3 januari 1983) was een Nederlands geestelijke en een bisschop van de Rooms-Katholieke Kerk.
Schoemaker werd op 10 augustus 1933 tot priester gewijd bij de Missionarissen van het Heilig Hart. Hij werd op 31 mei 1950 benoemd tot apostolisch vicaris van Purwokerto en titulair bisschop van Balbura. Hij werd, bij de instelling van het bisdom Purwokerto op 3 januari 1961, benoemd als eerste bisschop.
Schoemaker ging op 17 december 1973 met emeritaat.